# 印度自然資源
根據2020年的數據，印度的耕地面積為155,369,076公頃，佔其國土總面積的52.3%，表示印度擁有廣袤的農業用地。然而近年來由於人口增長導致的糧食需求增加，以及不當的農業耕作方式，如過度使用化肥和農藥，導致土壤肥力下降，土地退化問題日益嚴重，此外也有過度放牧、森林砍伐、城市擴張和極端天氣事件等因素，更進一步加劇耕地面積縮減的問題。印度國內的整體水域面積為314,070平方公里。
印度不僅擁有豐富的農業資源，其礦產資源也相當豐富。印度的主要礦物有煤碳（世界第4大儲量，為其工業發展提供能源基礎）、鐵礦石、錳礦石（迄2013年為世界第7大儲量）、鋰礦石（迄2023年為世界第6大儲量）、 雲母、鋁樊土礦（迄2013年為世界第5大儲量）、鉻礦、天然氣、鑽石、石灰岩和釷礦。 印度的石油儲量主要位於馬哈拉什特拉邦176公里外海的孟買高地油田、古吉拉特邦、拉賈斯坦邦和阿薩姆邦東部。雖然印度目前的石油產量僅能滿足國內需求的25%，但隨著勘探技術不斷進步，印度的石油產量有望進一步提升。
為更有效管理和保護這些寶貴的自然資源，印度政府於1983年成立國家自然資源管理系統（NNRMS），目的在通過整合各部門的資源和力量，實現對土地、水、森林、礦產等自然資源的科學管理和可持續利用。NNRMS得到印度規劃委員會（此機構於2014年遭解散，取而代之的是國家轉型研究院)）和印度太空部提供政策指導和技術支持。

## 煤炭

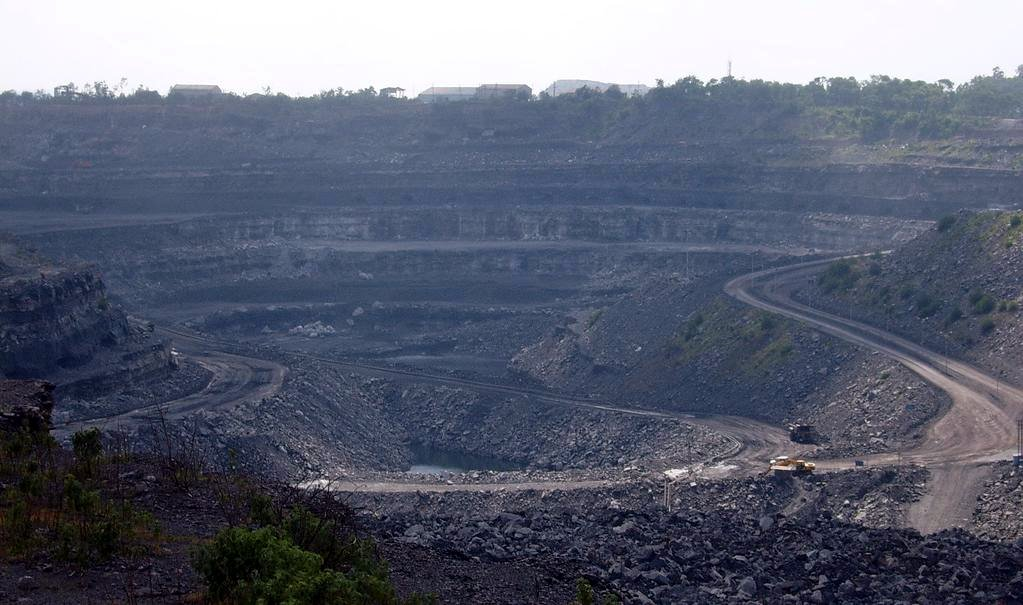
一處在印度比哈爾邦露天開採的煤礦。

印度的煤碳大規模開採始於1774年，當時英國東印度公司在西孟加拉邦達摩達河西岸的蘭尼甘傑煤田開發煤田。隨著蒸汽機車於1853年引入後，印度煤碳產業開始擴展，年產量達到百萬噸。印度在1946年的煤碳年產量達到3,000萬噸。該國於1947年脫離英國獨立後成立國家煤炭開發公司（National Coal Development Corporation ），將煤礦交由鐵路部門擁有。印度主要使用煤碳作火力發電用途。該國的水泥、化學肥料、化學品和造紙等行業也依賴煤碳提供能源。

## 石油
印度在1978年4月估計擁有約1億噸的已探明的石油儲量，根據美國能源信息署（EIA）在2020年發表的估計，該國的石油儲量約為10億桶，在亞太地區的排名僅次於中國的。印度的大部分原油儲量位於西海岸（孟買高地油田）及東南部，但在孟加拉灣近海和拉賈斯坦邦也存在相當大的未開發儲量。該國石油消費量不斷上升，而產量維持相對穩定，導致需高度依賴進口來滿足國內消費需求。截至2010年4月，印度平均每年的石油產量約為3,369萬噸（根據EIA於2009年的估計為每日生產87.7萬桶）。 印度於2006年的估計石油消費量為每日263萬桶（418,000立方公尺）。EIA估計，印度在2006年的石油需求增長數量達到每日10萬桶（16,000立方公尺）。印度迄2013年的石油產量佔國內需求的30%，主要產地在拉賈斯坦邦。
印度國營的印度石油和天然氣公司（ONGC）是印度最大的石油公司。根據印度政府估計，ONGC在2006年的產量約佔該國石油產量的75%，是印度石油下游產業的領導者。印度身為一石油淨進口國家，政府已推出提高國內石油產量和石油勘探活動的政策。印度石油和天然氣部於2000年制定新的勘探許可證政策（New Exploration License Policy，NELP），允許外國公司在石油和天然氣項目中擁有100%的股權。但迄今只有少數油田由外國公司控制。印度的石油產業下游部門也主要由國有企業主導，但私營公司的市場佔比在近年已有所擴大。

## 天然氣

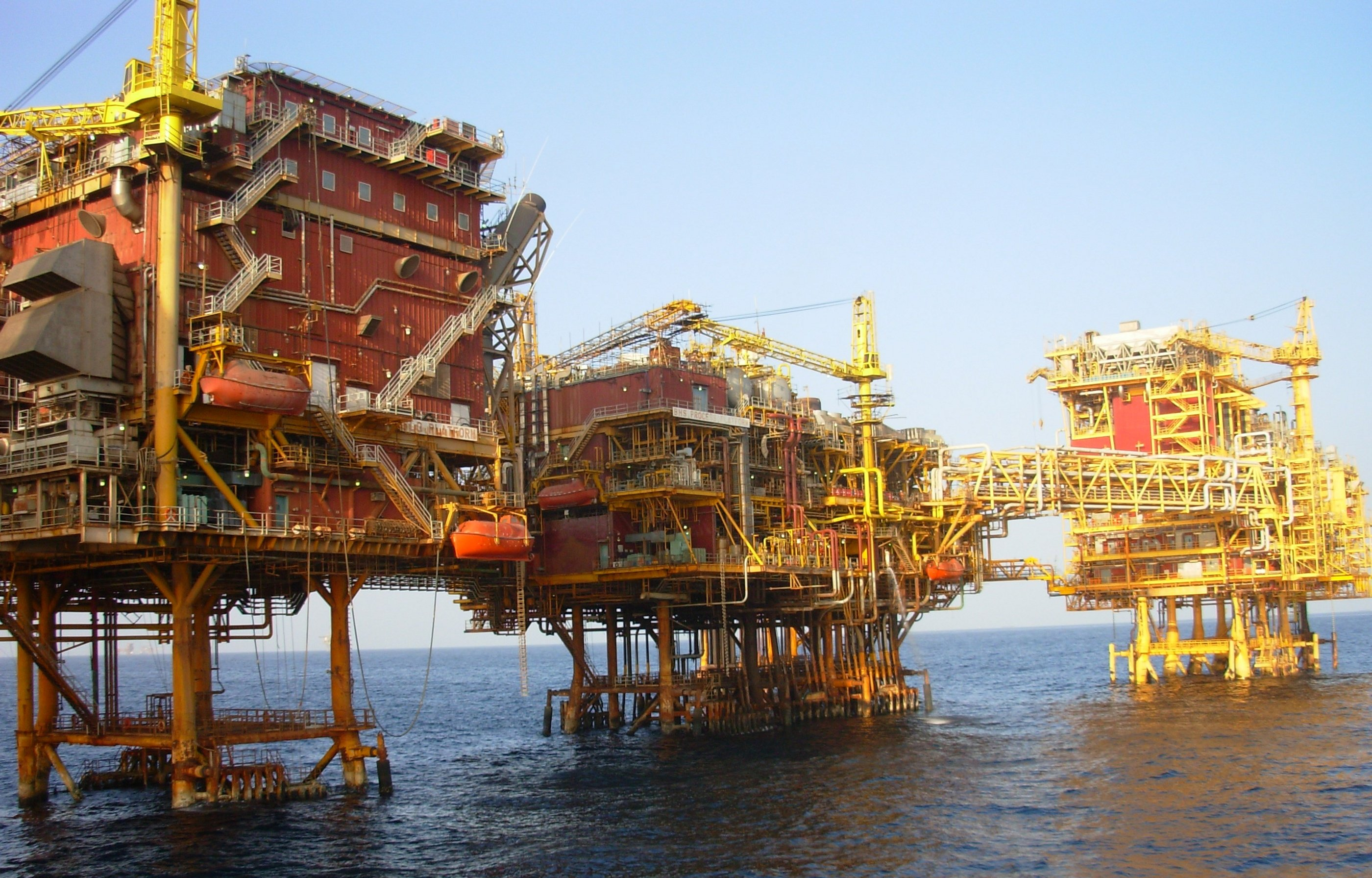
印度石油和天然氣公司（ONGC）設於阿拉伯海上孟買高地油田的鑽油平台。

根據印度石油和天然氣部的數據，該國迄2010年4月的已探明天然氣儲量為14,370億立方公尺（50.7×1012立方英尺）。印度大部分天然氣產自西部近海地區，尤其是孟買高地油田。阿薩姆邦、特里普拉邦、安德拉邦、泰倫加納邦和古吉拉特邦的陸地油田也是主要的天然氣生產地。根據EIA的數據，印度在2004年生產9,960億立方英尺（2.82×1010立方公尺）天然氣。印度進口有少量天然氣。該國在2004年的消耗量約10,890億立方英尺（3.08×1010立方公尺），而在當年首次出現天然氣淨進口。印度於2004年從卡達進口930億立方英尺（2.6×109立方公尺）的液化天然氣（LNG）。
印度的天然氣大部分由國有企業生產，與石油領域相似。印度石油和天然氣公司和印度石油有限公司是國內的主要生產者，而一些外國公司則對上游開發中，或是投資合資企業，或是參與生產分成模式。印度的私營企業 - 信實工業 - 於2002年在克里希納河-戈達瓦里河盆地發現大量天然氣蘊藏，正開始在此領域扮演重要的角色。
印度天然氣管理局對天然氣的傳輸和分配掌有實際的控制權。印度石油和天然氣部於2006年12月頒佈一項新政策，允許外國投資者、國內私營公司和政府石油公司在管道項目中持有高達100%的股權。雖然GAIL在天然氣傳輸和分配方面的支配權利並未見諸明文規定，但由於其目前擁有的天然氣基礎設施，可讓其繼續維持此領域領導者的地位。

## 核能
印度已探明的核原料儲量中包括有鈾礦和釷礦兩種。

### 鈾礦
位於泰倫加納邦的納加爾朱納薩加爾-斯里塞拉姆老虎保護區是印度最大的老虎保護區，根據印度環境、森林與氣候變化部的命令，在保護區的那爾貢達縣部分必須放棄超過3,000平方公里的土地以供鈾礦開採。印度官員於2011年7月19日宣佈在該國安德拉邦的圖馬拉帕利鈾礦可能提供超過15萬噸的鈾礦石，使其成為世界上最大的鈾礦。此鈾礦預計於2012年啟動開採。
印度原子能部（DAE）最近發現即將動工開採的圖馬拉帕利鈾礦擁有近49,000噸的確定儲量，將有助於印度的核能發展，而且有跡象顯示該地區的儲量可能是前述確定儲量的3倍。

### 釷
國際原子能機構（IAEA）發表的2005年報告中估計印度的合理確定釷儲量為319,000噸，但最近提出的報告則顯示印度的儲量可達650,000噸。印度政府於2011年8月在議會中分享的估計數據，顯示可採的釷儲量為846,477噸。印度國務部長（Minister of State）V. Narayanasamy表示，該國截至2013年5月的釷儲量為1,193萬噸（礦區獨居石中含9-10%二氧化釷），其中大部分（859萬噸，佔72%）位於三個東部沿海邦 - 安德拉邦（372萬噸，31%）、坦米爾那都邦（246萬噸，21%）和奧迪薩邦（241萬噸，20%）。國際原子能機構和經合組織傾向認為印度可能擁有世界上最大的釷礦儲量。

## 生物資源
生物質料來自於活體生物和有機物質。包括森林產品、野生動物、農作物和其他生物體。因為大多數可自我再生，所以是再生資源。化石燃料是由腐爛的有機物形成，被認為是生物質料，但化石燃料屬於非再生資源。

### 人口
印度是世界上人口最多的國家，其人數於2023年超過中國的。雖然印度的人口增長已開始放緩，但預計該國人口仍會繼續增長，並在2064年達到17億的峰值。印度在2023年的的更替生育率為2（表示印度女性平均生育2個孩子。這個數字代表印度的人口成長率將會趨於穩定，不會出現大幅度的增長或減少）。該國較大邦的更替生育率範圍從旁遮普邦和西孟加拉邦的1.6到比哈爾邦的3不等。印度人口在2023年的平均年齡為28.2歲。
印度被認為是世界上人口最多的國家，且被認為是該國的一項資產。印度龐大且年輕的人口為該國經濟帶來優勢。該國的就業年齡人口預計到2031年將達到10億人。2020年至2025年間，印度的就業年齡人口增長佔全球就業年齡人口增長的23%。印度的龐大年輕勞動力，加上較低的勞動成本、普遍使用英語、強烈的數位學習能力和創業精神，使其成為西方企業尋求製造業多元化，並脫離中國供應鏈的理想目的地。

### 林業
截至2020年，印度的森林覆蓋面積位居世界第10。印度在2010年到2020年期間是森林面積年均淨增長量第3高國家，整體面積佔世界森林總面積的2%。印度於2021年的森林總覆蓋面積為8,090萬公頃（80.9萬平方公里），佔國土面積的24.62%。根據發表的2021年印度森林狀況報告，印度的森林覆蓋面積從2019年到2021年增加2,261平方公里。根據同一報告，印度有17個邦和聯邦屬地，其土地有超過33%受到森林覆蓋。中央邦是該國森林覆蓋面積最大的邦，而米佐拉姆邦的森林覆蓋率最高。印度森林局負責保護和維持印度森林的生物多樣性。該國制定有國家森林政策法案以保護國家森林。印度擁有濕潤和乾燥的熱帶森林、溫帶和亞熱帶山地森林、高山森林和灌木叢。印度擁有龐大的林業經濟。有2.75億人的生計依賴森林 - 包括提供食物、燃料、飼料和其他產品。非木材林產品是該國最大的非正規經濟部門，此部分的整體收入超過7.88億美元。印度森林所產的原材料被用於許多行業，包括加工食品和糖果、製藥、替代醫學、化妝品和香水以及造紙和紙漿。

### 魚類
印度迄2020年的水產養殖業的產值在全球排名第2，漁業的產值則為全球排名第3。同年漁業在印度國內生產毛額（GDP）的佔比為1.07%，僱用1.45億人。根據印度漁業、畜牧業和乳製品部，該國魚產量從1950-51財政年度的75.2萬噸增加到2018-19財政年度的1,259萬噸，增長17倍。印度的魚產量在2021財政年度為1,473萬噸。從2021年到2022年，海產品出口價值為77.6億美元。印度有悠久的漁業和水產養殖歷史。水產養殖包含有淡水和半鹹水兩種。印度河流中有400多種魚類品種，其中主要的品種有鯉魚、鯰魚、線鱧等。海產的種類有蝦、沙丁魚、鯖魚、鰺科、石首魚等。

## 非生物資源
非生物資源來自非生物和無機物質。一些資源，如水和空氣，可再生。其他資源，如礦物，為無法再生，將會因開採而枯竭。礦物有多種，如金屬礦物、非金屬礦物和稀有礦物。

### 金屬礦物
金屬礦物含有金屬元素，以天然形成的集中式存在，稱為礦床。印度可開採的金屬礦物有黃金、鈷、鋅、鐵礦石、錳礦石、鋁礬土、銀、鉛、錫、銅和鉻鐵礦。

#### 鉻鐵礦
鉻鐵礦是鉻和鐵的氧化物，是唯一取得鉻的來源。截至2022年，印度的鉻鐵礦產量佔全球20%，在世界排名第4，當年的產量為420萬噸。估計印度迄2010年有2億噸鉻鐵礦儲量。奧迪薩邦的鉻鐵礦儲量佔全國的98%。曼尼普爾邦、納加蘭邦、卡納塔卡邦、賈坎德邦、馬哈拉什特拉邦、坦米爾那都邦和安德拉邦也有小量礦藏。主要通過露天開採方式取得。鉻可增加合金強度，且賦予耐腐蝕性，主要用於冶金。鉻可承受突然溫度變化，因而用於耐火材料。也用於化學應用。塔塔鋼鐵的子公司塔塔鐵礦（Tata Steel Mining）於2020年在奧迪薩邦啟動鉻鐵礦開採作業。

#### 鈷
威丹塔有限公司是印度最大的鈷生產者，該公司於2021年收購Nicomet（位於果阿邦的鎳及鈷生產者）後成為印度排名第一的鈷生產公司。

#### 銅

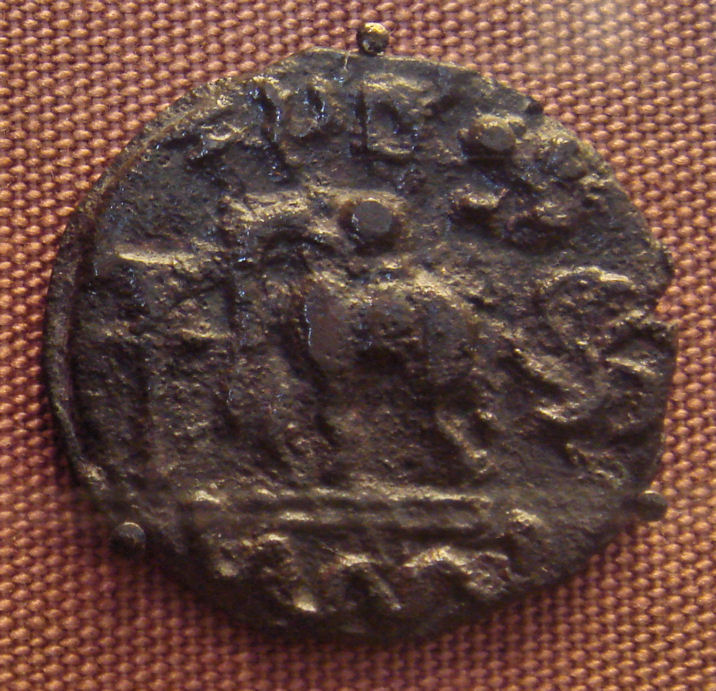
此枚於公元前一世紀鑄造的銅幣，印證印度自古以來即已開始使用銅金屬。

印度自古以來就有銅金屬的應用。印度考古研究所於2022年發現可追溯到公元前1,600年至2,000年的銅製人形雕像和武器。印度古籍如《政事論》中記載有銅礦開採和冶煉的細節。印度的建築、家電製造和再生能源部門（如電動載具、太陽能發電和風力發電機）均需用銅作為原料。印度迄2019年擁有約2%的世界銅儲量，該國的銅產量佔世界產量的0.2%。印度的銅礦數量不多，該國銅礦主要集中在拉賈斯坦邦、中央邦、比哈爾邦和賈坎德邦。Sterlite Copper（威丹塔有限公司的子公司）、Hindalco Industries（比爾拉財團的子公司）和Hindustan Copper（國營企業）是印度銅產業的前三大公司。

#### 金
印度於2020年的黃金產量為1.6噸。印度儲備銀行於當年的黃金儲備量有787.4噸，全球排名第9，印度於同一年也是世界第4大黃金回收國。該國已有具規模的黃金精煉能力，產能從2013年的僅300噸增加到2021年的約1,800噸。印度黃金產量僅佔世界的0.75%。迄2022年，位於卡納塔卡邦賴久爾縣的胡蒂金礦是該國唯一重要的黃金生產地。

#### 鐵礦石
印度迄2023年是世界第4大鐵礦石出口國。該國於2023年的鐵礦石產量佔世界產量的9.2%。印度於2021年的鐵礦石出口金額為42億美元。印度迄2019年的鐵礦石儲量有55億噸，排名全球第7。儲量中以赤鐵礦和磁鐵礦最為常見。於奧迪薩邦、賈坎德邦、恰蒂斯加爾邦、卡納塔卡邦和果阿邦均有大型的赤鐵礦儲藏。
少量赤鐵礦產於安德拉邦、阿薩姆邦、比哈爾邦、馬哈拉什特拉邦、馬德亞邦、梅加拉亞邦、拉賈斯坦邦和北方邦。大部分磁鐵礦產於卡納塔克邦、安德拉邦、拉賈斯坦邦和坦米爾那都邦。少量的磁鐵礦產於阿薩姆邦、比哈爾邦、果阿邦、賈坎德邦、喀拉拉邦、馬哈拉什特拉邦、梅加拉亞邦和納加蘭邦。以露天開採方式為主。鐵礦石主要用於製造生鐵、海綿鐵和鋼。鐵礦也用於洗煤廠（製成重介質液體，將煤碳與雜質分離）、水泥和玻璃工業。迄2021年，印度國家礦物開發公司（NMDC）是印度最大的鐵礦石生產公司（國營）。迄2023年，威丹塔有限公司是印度最大的私營鐵礦石生產者，也是印度第二大鐵礦石生產公司。 塔塔鋼鐵是另一家重要的私營鐵礦石開採公司。

#### 鋰
印度地質調查局（GSI）於2023年2月在查謨和喀什米爾 (聯邦屬地)的雷阿西縣發現590萬公噸的鋰礦儲量，讓印度成為世界第7大鋰礦儲量國家。該國於2023年4月開始對鋰礦開採權進行拍賣程序。於2021年也在卡納塔卡邦發現1,600噸的鋰礦儲量。GSI還預定於2023年-24年期間在喜馬偕爾邦和北阿坎德邦開展鋰礦勘探工作，因為兩地的地形和地質與查謨和喀什米爾地區相似。

#### 錳
印度迄2021年是全球第7大錳生產國，在當年的產量為60萬噸。印度產的錳大部用於鋼鐵生產。錳礦主要分布於卡納塔卡邦、中央邦和馬哈拉什特拉邦。迄2022年，印度錳礦開採公司（國營）是印度最大的錳礦生產商，擁有11座礦山。

#### 鎳
印度迄2023年僅有一家的鎳生產商 - 威丹塔有限公司。印度的鎳礦有93%位於奧迪薩邦。

#### 銀
印度迄2022年是全球第11大銀生產國。該國的銀產量約佔全球的3%。印度最大的銀礦是在拉賈斯坦邦的辛德薩爾胡爾德礦（Sindesar Khurd Mine）。印度鋅業有限公司（HZL，為威丹塔有限公司的子公司）是印度最大的銀生產商。HZL迄2023年也是全球第5大銀生產商。

#### 鋅
印度迄2022年擁有全球第6大鋅礦儲量。有證據顯示拉賈斯坦邦早在公元前6世紀就已有鋅的生產。印度古籍《遮羅迦本集》（估計成書於公元300年至500年之間）中記載有鋅的藥用價值。於拉賈斯坦邦扎瓦爾的礦山開採可追溯到第9世紀，是印度最古老的鋅礦之一。鋅礦石有多種。鋅礦石通常包含有硫化物、碳酸鹽、矽酸鹽和氧化物。鋅用於鍍鋅、電池、電器和設備、五金、通信設備、樂器和機械。它還作為油漆中的白色色素。印度鋅業有限公司是印度最大的鋅金屬生產商，該公司於2023年在印度鋅產量中有80%的佔比。迄2023年，印度鋅業也是全球第2大鋅金屬生產商。迄2022年，印度鋅業擁有的蘭普拉阿古恰是世界最大的地下開採鋅礦。印度前5大鋅礦均位於拉賈斯坦邦。安德拉邦、中央邦、比哈爾邦和馬哈拉什特拉邦也有少量的鋅儲量。

### 非金屬礦物
非金屬礦物在熔融狀態下，其成分並不會發生顯著的化學變化，因此不會產生新的物質。它們通常存在沉積岩中。印度可開採的非金屬礦物有磷灰石、白雲石、石膏、石榴石、矽灰石、蛭石、赭石、珍珠岩、皂土、石棉、鎘（過渡金屬）、長石、皂石、高嶺土、矽線石、石灰岩、硅藻土、葉蠟石、螢石、釩（過渡金屬）、純橄欖岩、鈦鐵礦、鎵（貧金屬）和鋯石。

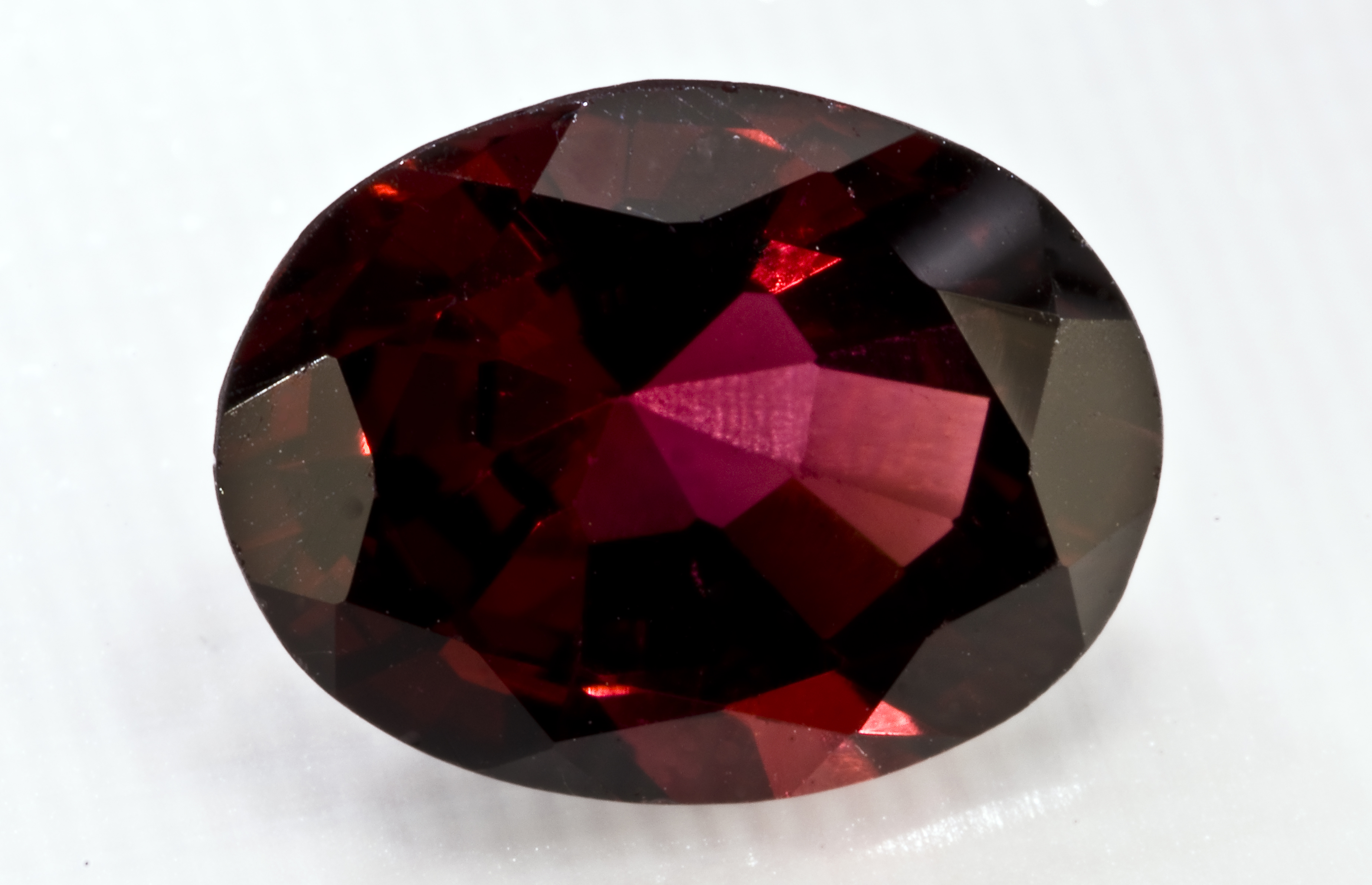
產自拉賈斯坦邦的鐵鋁榴石。

#### 石榴石族
石榴石族是一組複雜矽酸鹽礦物，有相似的化學組成。石榴石分為三類：鋁石榴石族、鉻石榴石族和鐵石榴石族。鋁石榴石族包括鐵鋁榴石、鈣鋁榴石、鎂鋁榴石和錳鋁榴石。鐵石榴石族包括鈣鐵榴石。鉻石榴石族包括鈣鉻榴石。石榴石族礦物存在於不同類型的岩石中，是堅硬的物質，耐化學腐蝕。它可用於半寶石、磨料、噴砂、水過濾材料和水刀。石榴石產於安德拉邦、恰蒂斯加爾邦、賈坎德邦、喀拉拉邦、奧迪薩邦、拉賈斯坦邦和坦米爾那都邦。在於喀拉拉邦、奧迪薩邦和坦米爾那都邦的海灘砂中也存在石榴石。印度於2007-08財政年度的產量為873,000噸。

#### 矽灰石
矽灰石是一種鈣的偏矽酸鹽。通常呈白色，以葉片狀或針狀晶體形式存在。印度於2010年估計有1,600萬噸矽灰石儲量。大部分礦床位於拉賈斯坦邦。少量礦床分布在古吉拉特邦和坦米爾那都邦。矽灰石主要用於陶瓷工業和冶金應用。還可用作牆磚、油漆、橡膠和塑料中的填充劑。印度是世界上最大的矽灰石儲藏國之一，於2011年的產量為15萬噸。矽灰石採用露天開採方式。它還可用於替代剎車片中的短纖維石棉。印度中央建築研究所發現矽灰石可用於替代水泥製品中的溫石棉。

#### 矽線石族

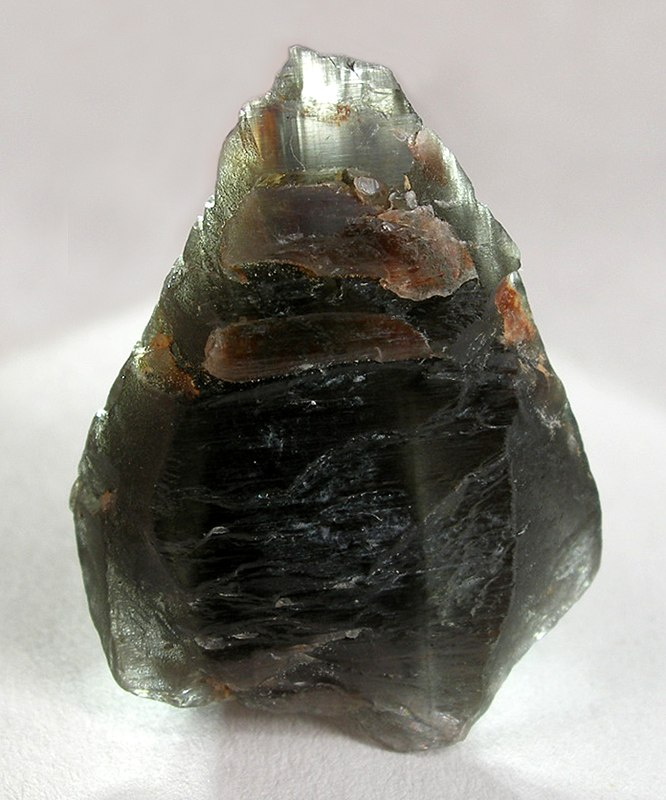
產自奧迪薩邦的矽線石。

矽線石族是一組變質岩，包括矽線石、藍晶石和紅柱石。外觀呈晶體狀。這些礦物是鋁矽酸鹽的多晶型物，在高壓和高溫條件下形成。這三種礦物經煅燒後可形成莫來石。主要用作耐火材料。印度迄2010年的矽線石儲量為6,600萬噸，藍晶石為1億噸，紅柱石為1,800萬噸。大部分分布在坦米爾那都邦、奧迪薩邦、北方邦、安德拉邦、喀拉拉邦和阿薩姆邦。少量分布在賈坎德邦、卡納塔卡邦、中央邦、馬哈拉什特拉邦、梅加拉亞邦、拉賈斯坦邦和西孟加拉邦。印度南部海灘砂中含有粒狀矽線石。矽線石耐火磚用於鋼鐵、玻璃和石化工業。印度於2004年生產矽線石14,500噸，藍晶石6,200噸。

#### 鈦鐵礦
鈦鐵礦是一種鐵和鈦的化合物，呈現鐵黑色或鋼灰色，是一種無毒材料，可用於生產醫學用材（如藥物載體/組織工程/醫學影像/抗菌材料等）。印度礦產材料技術研究所已開發出一種對環境友好的鈦鐵礦加工技術。鈦鐵礦還用於生產二氧化鈦顏料。在喀拉拉邦、坦米爾那都邦和奧迪薩邦均有鈦鐵礦分布。印度稀土有限公司在查瓦拉、恰特拉普爾、阿盧瓦和馬納瓦拉庫里奇進行開採。印度迄2013年擁有全球21%的鈦鐵礦儲量，佔全球產量的6%。

#### 葉蠟石
葉蠟石是一種含水的鋁矽酸鹽。它具有化學惰性、高熔點和低導電性，被用於耐火材料、鑄造敷料、殺蟲劑、陶瓷和橡膠。它以熱水溶液沉積的形式存在。葉蠟石的物理和光學性質與滑石相似。葉蠟石還用於電絕緣體、衛生潔具和玻璃工業的生產。印度迄2010年的葉蠟石儲量為5,600萬噸。大部分分布在中央邦（恰特拉普爾、蒂卡姆加爾和希沃布里）。其餘分佈在奧迪薩邦、北方邦、安德拉邦、馬哈拉什特拉邦和拉賈斯坦邦。印度於2010年的產量為150萬噸。

### 次生礦物

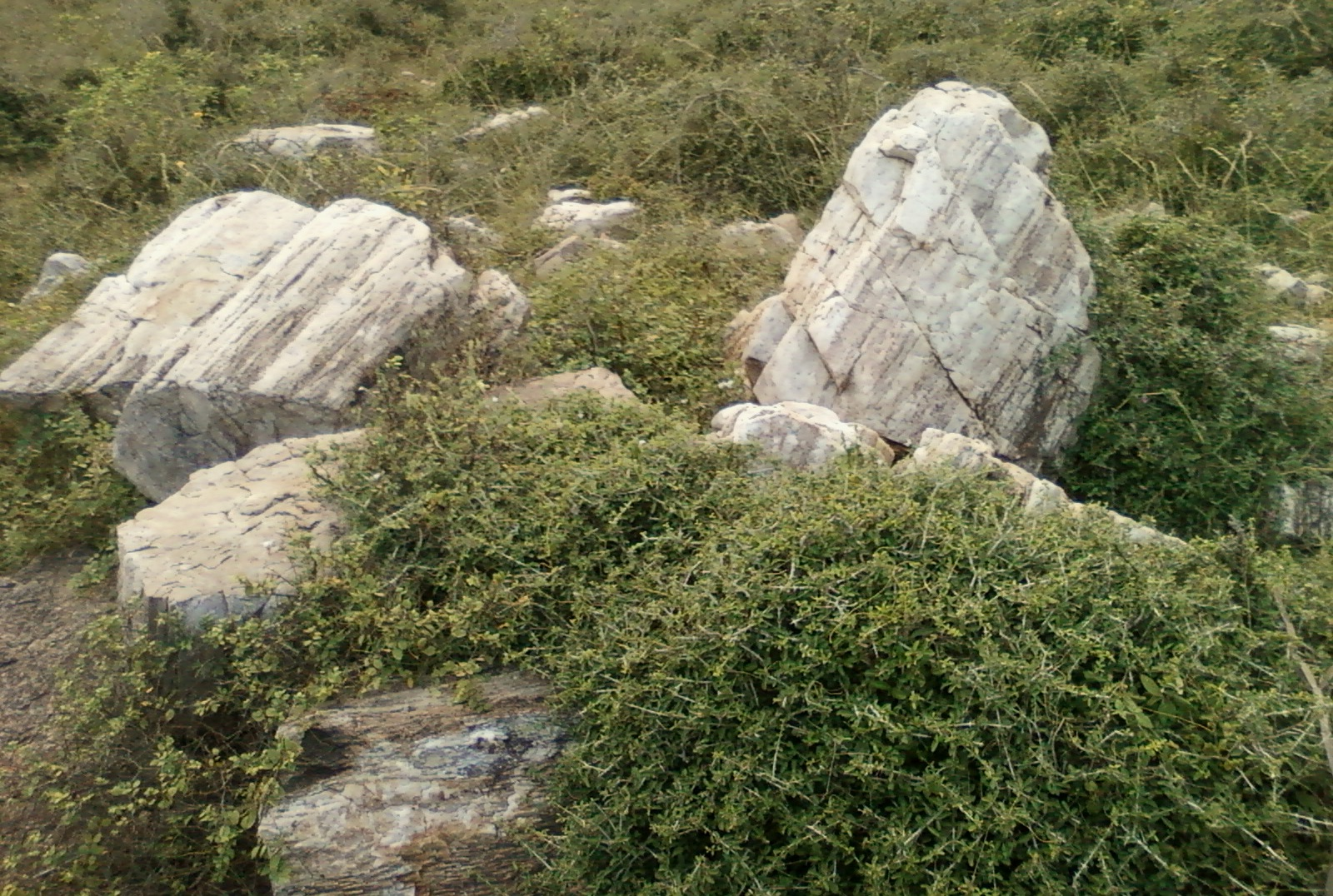
於安德拉邦北海岸的石英岩。

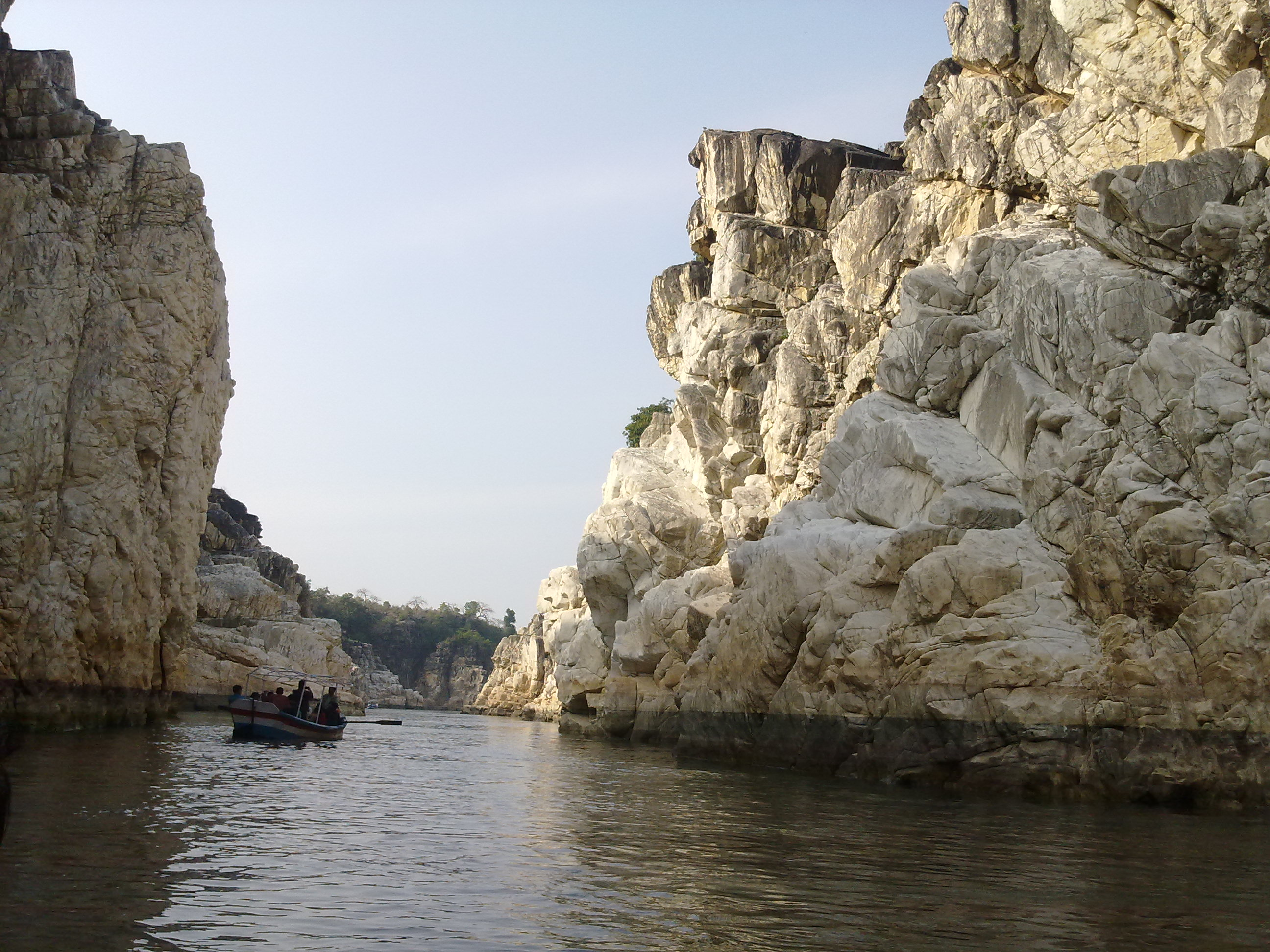
位於馬哈拉什特拉邦的白大理石岩。

次生礦物包括建築石料、磚土、石英岩、大理石、花崗岩、礫石、粘土和砂。這些礦物主要用於建築材料，雖然礦物開採的面積不大，但經過一段時日後，對環境的影響仍然顯著，包括有水資源短缺、河床破壞和對生物多樣性的不利影響。因此印度政府要求從2012年開始，開採這些礦物必須經過印度環境、森林和氣候變化部許可。

#### 大理石
大理石是由石灰岩經重結晶而形成，有多種顏色和紋理。印度有許多邦均有大理石礦床。印度使用大理石已有長久歷史。它被用於建造寺廟、陵墓和宮殿。由於其具有耐用性和防水性，而被認為是用作地板的優選材料。具有重要經濟意義的大理石產於拉賈斯坦邦、古吉拉特邦、哈里亞納邦、安德拉邦和中央邦。印度迄2010年的大理石儲量為19.31億噸。
根據化學成分，大理石的類型中有方解石大理石、白雲質大理石、矽質石灰岩、蛇紋石和洞石。除建築用途外，大理石還用於油漆和農用石灰的生產。